# Лукьянов, Алексей Сергеевич
Алексе́й Серге́евич Лукья́нов (род. 19 января 1976, Брянск, Брянская область, РСФСР, СССР) — русский писатель-фантаст, поэт.

## Биография
Алексей Сергеевич Лукьянов родился 19 января 1976 года в Брянске, однако факт рождения был зарегистрирован в поселке Дзержинский Люберецкого района Московской области.
Окончил среднюю школу поселка Тохтуева Соликамского района Пермской области, затем поступил на филологический факультет Соликамского педагогического института, но бросил учёбу на втором курсе. Отслужив в армии, сменил несколько профессий, в том числе кузнеца на железной дороге, увлекался художественной ковкой. Участвовал в работе Камской археологической экспедиции под руководством Г. П. Головчанского. В настоящее время работает преподавателем компьютерной графики в школе дизайна.
Первая публикация состоялась в 2000 году в журнале «Уральская новь» со стихами и рассказами. Борис Стругацкий отмечал Лукьянова в числе «молодых, проклюнувшихся» писателей-фантастов. Регулярно публикуется в различных журналах, таких как, например «Октябрь» и «Полдень. XXI век». В 2006 году принят в Союз писателей России, является членом Пермской краевой организации.
Среди писателей предпочитает Аверченко, Линдгрен, Ильфа и Петрова, а среди поэтов — Пушкина, Бродского, Кальпиди. Особо любит произведения Пратчетта.
В 2014 году выступил с рассказом «Жёны энтов». В нём описан мир, в котором мужчинами уничтожены практически все женщины Земли, а оставшиеся утратили способность к деторождению. В роли объектов сексуального влечения в этом мире выступают сами мужчины, которые за нарушение закона подвергаются принудительной смене пола, в результате чего любое проявление любви между оставшимися мужчинами жестоко карается превращением их в транс-женщин, секс-обслугу. Рассказ, следующий жанру антиутопии и написанный в энергичной и экспрессивной манере, был назван критиками абсолютно феминистским за изображение того, к чему может привести объективизация сексуального партнера.

## Личная жизнь
Жена — Наталья, художник-педагог, частный предприниматель и владелец собственной школы графического дизайна, писатель-любитель. Двое детей — сыновья Светозар и Тимур. Живёт с семьёй в городе Соликамск Пермского края.

## Премии
- Новая Пушкинская премия (2006 год) в номинации «За новаторское развитие отечественных культурных традиций» за повесть «Спаситель Петрограда»[14][15].
- Премия «Бронзовая улитка» (2009 год) в номинации «Средняя форма» за повесть «Глубокое бурение»[16][17].
- Премия «Полдень» (2009 год) в номинации «Проза» за повесть «Глубокое бурение»[18][19].
- Премия «Бронзовая улитка» (2011 год) в номинации Средняя форма за повесть «Высокое давление»[16][2].

## Избранная библиография
Романы
- Цунами-2. Узел Милгрэма (2012).
- Цунами. Сотрясатели земли (2012).
- Бандиты. Красные и Белые (2013).
- Бандиты. Ликвидация (2013).
- Плохой год (2015).

Повести
- Палка (2000).
- Артиллеристы (2002).
- Спаситель Петрограда (2004).
- Мичман и валькирия (2005).
- Карлики-великаны (2007).
- Глубокое бурение (2008).
- Жесткокрылый насекомый (2008).
- Высокое давление (2010).
- Книга бытия (2010).
- Миленький (2015).

Рассказы
- Зубы (2001).
- Мы навсегда. Мы были, есть и будем быть (2002).
- луначарского, или параход слава капээсэс (2004).
- Наши мёртвые (2004).
- Старый друг господина Свантессона (2004).
- Хождение за три моря (2005).
- И вот решил я убежать… (2006).
- Крестослов (2006).
- Луна-луна, цветы-цветы… (2006).
- Михей (2006).
- Плохой фэн-шуй (2006).
- Мы — кузнецы, и друг наш — молот (2008).
- …показал мужик топор (2011).
- Личное пространство (2011).
- Атлет Кабаныч и Киндермат Шахович (2012).
- Крылов (2012).
- Престиж (2012).
- Скорая помощь королевской дочке (2012).
- Чебадан (2012).
- Чудо (2012).
- Жёны энтов (2014).
- Новая жизнь (2015).
- Буратино идёт в школу (2017).
- Устный счёт (2017).
- Цветы (2017).
- Annus mirabilis (2019).